# Ådne Søndrål
Ådne Søndrål (Notodden, 10 mei 1971) is een Noorse schaatser, die zijn loopbaan in 2002 beëindigde. Hij was gespecialiseerd in de 1000 en 1500 meter.
Søndrål werd getraind door Tom Erik Oxholm. Hij verbeterde tweemaal het wereldrecord op de 1500 meter en behaalde drie olympische medailles op dat onderdeel (van elke kleur één). Momenteel is Søndrål commentator bij het schaatsen bij de Noorse televisie.

## Records

### Persoonlijke records
| Afstand      | Tijd     | Datum            | Baan           |
| ------------ | -------- | ---------------- | -------------- |
| 500 meter    | 35,72    | 15 januari 2000  | Hamar          |
| 1000 meter   | 1.08,15  | 2 december 2001  | Salt Lake City |
| 1500 meter   | 1.45,26  | 19 februari 2002 | Salt Lake City |
| 3000 meter   | 4.12,4   | 13 november 1993 | Bergen         |
| 5000 meter   | 6.40,53  | 6 februari 2000  | Hamar          |
| 10.000 meter | 14.13,12 | 7 februari 1999  | Hamar          |

### Wereldrecords
| Nr.  | Afstand               | Tijd    | Datum            | Baan       |
| ---- | --------------------- | ------- | ---------------- | ---------- |
| jr1. | 1500 meter (junioren) | 1.55,76 | 10 maart 1990    | Heerenveen |
| 1.   | 1500 meter            | 1.47,87 | 12 februari 1998 | Nagano     |
| 2.   | 1500 meter            | 1.46,43 | 28 maart 1998    | Calgary    |

#### Wereldrecords laaglandbaan (officieus)
| Nr. | Afstand    | Tijd    | Datum            | Baan   |
| --- | ---------- | ------- | ---------------- | ------ |
| 1.  | 1500 meter | 1.49,52 | 13 december 1997 | Hamar  |
| 2.  | 1500 meter | 1.47,87 | 7 februari 1998  | Nagano |
| 3.  | 1500 meter | 1.47,01 | 6 februari 1999  | Hamar  |
| 4.  | 1000 meter | 1.09,96 | 3 maart 2000     | Nagano |

## Resultaten
| Jaar | EK Allround | Olympische Spelen | WK Afstanden     | WK Allround | WK Sprint | WK Junioren |
| ---- | ----------- | ----------------- | ---------------- | ----------- | --------- | ----------- |
| 1988 |             |                   |                  |             |           | NC18        |
| 1989 |             |                   |                  |             | 34e       | 7e          |
| 1990 | NC18        |                   |                  | 10e         | -         | Zilver      |
| 1991 | 16e         |                   |                  | NC19        | -         |             |
| 1992 | 12e         | 29e 1000m · 1500m |                  | 15e         | 12e       |             |
| 1993 | 12e         |                   |                  | DQ3         | -         |             |
| 1994 | -           | DQ 1000m 4e 1500m |                  | -           | -         |             |
| 1995 | 10e         |                   |                  | NC15        | -         |             |
| 1996 | -           |                   | 1000m · 1500m    | -           | 11e       |             |
| 1997 | -           |                   | 1000m · 1500m    | -           | 10e       |             |
| 1998 | -           | 1500m             | 5e 1000m · 1500m | -           | 17e       |             |
| 1999 | DQ1         |                   | 8e 1000m · 1500m | 6e          | 27e       |             |
| 2000 | 9e          |                   | 1000m · 1500m    | 10e         | -         |             |
| 2001 | -           |                   | 1000m · 1500m    | -           | 6e        |             |
| 2002 | -           | 11e 1000m · 1500m |                  | -           | 12e       |             |

- = geen deelname

### Medaillespiegel
| Kampioenschap     | Goud | Zilver | Brons |
| ----------------- | ---- | ------ | ----- |
| EK Allround       | 0    | 0      | 0     |
| Olympische Spelen | 1    | 1      | 1     |
| WK Afstanden      | 4    | 6      | 0     |
| WK Allround       | 0    | 0      | 0     |
| WK Sprint         | 0    | 0      | 0     |
| WK Junioren       | 0    | 1      | 0     |